# 交響詩
交響詩（こうきょうし）は、管弦楽によって演奏される標題音楽のうち、作曲家によって交響詩（独：Sinfonische Dichtung、英：symphonic poem）と名付けられたものを言う。音詩（独：Tondichtung 英：tone poem）や交響幻想曲（英：symphonic fantasy）などと名付けられた楽曲も、交響詩として扱われることが多い。楽曲の形式は全く自由であり、原則として単一楽章で切れ目なく演奏されるが、中には多楽章制の交響詩も存在する。また、標題つきの交響曲の一部には、交響詩と名付けても差し支えないようなものがある。文学的、絵画的な内容と結びつけられることが多く、ロマン派を特徴づける管弦楽曲の形態である。

## 歴史

### 前史
古典派以前のオペラや劇付随音楽の序曲に、交響詩の起源を見ることができる。これらの序曲は普通、劇全体の粗筋や雰囲気をあらかじめまとめて伝えるように作られる。この意味で序曲はストーリー性があり、一種の標題音楽となっている。後に、序曲が本体から独立して、単独で演奏会などで演奏されるようになる。ここから、序曲だけを独立して作曲することが19世紀に起こった。このような序曲を演奏会用序曲と呼ぶ。
一方、古典派の交響曲は、タイトルを持たないかニックネーム的なタイトルしか持たない絶対音楽として書かれたものがほとんどであったが、ベルリオーズは『幻想交響曲』（1830年）においてイデー・フィクス（固定楽想）の手法や色彩的な管弦楽法を用い、標題交響曲を成立させた。また、ロベルト・シューマンは、ピアノ曲『幻想小曲集』作品12（1837年）や『クライスレリアーナ』（1838年）で文学的な標題を楽曲に導入した。
セザール・フランクは、1847年頃に『人、山の上で聞きしこと』を作曲している。これはフランツ・リストより先に完成された史上初の交響詩といえる。ただし、一般的には交響詩の発明者はリストであるとみなされることが多い。

### リストによる交響詩の創始
19世紀中頃、フランツ・リストはこれらの動きをさらに推し進めて、音楽外の詩的あるいは絵画的な内容を表現する管弦楽曲のジャンルとして、新たに「交響詩」（独: Sinfonische Dichtung ）の名を付けた。これが交響詩の始まりである。リストは、フランクの上記同名作品と同じくヴィクトル・ユゴーの詩集「秋の葉」による『人、山の上で聞きしこと』（1849年）を第1作として、ゲーテによる『タッソー、悲劇と勝利』、ラマルティーヌによる『前奏曲』、ユゴーによる『マゼッパ』など、1882年までに13曲（そのうち12曲は1857年までに集中して作曲されている）の交響詩を残した。ほぼ同じ頃、リストと親交があった若き日のベドルジハ・スメタナは『リチャード三世』（1858年）、『ヴァレンシュタインの陣営』（1859年）、『ハーコン・ヤール』（1862年）の3曲の交響詩を作曲した。 

### フランス
リストの影響は最初、ドイツ圏よりもフランス、ロシアに色濃く現れた。フランスにおいては、カミーユ・サン＝サーンスが、ギリシャ神話による『オンファールの糸車』（1871年）、『ファエトン』（1873年）、『ヘラクレスの青年時代』、アンリ・カザリスの詩による『死の舞踏』（1874年）の4曲の交響詩を作曲し、セザール・フランクはシャルル＝マリ＝ルネ・ルコント・ド・リールの詩による『アイオリスの人々』（1876年）、18世紀ドイツの詩人ゴットフリート・アウグスト・ビュルガーのバラードによる『呪われた狩人』（1882年）など5曲を作曲した。19世紀末にかけてのフランスでは、ヴァンサン・ダンディがシラーによる3部作『ヴァレンシュタイン』（1875年 - 1879年）、古代メソポタミア神話による交響的変奏曲『イシュタル』（1896年）、ポール・デュカスがゲーテによる『魔法使いの弟子』（1897年）を作曲した。なお、1894年にクロード・ドビュッシーが作曲した『牧神の午後への前奏曲』は、マラルメの詩に基づいている点で交響詩的であるが、内容の表現ではなく、印象や雰囲気を暗示する新しい標題音楽であった。

### ロシア
ロシアでは、まずピョートル・チャイコフスキーがダンテの『神曲』による幻想曲『フランチェスカ・ダ・リミニ』（1876年）を発表し、後にサン＝サーンスに絶賛された。これよりやや遅れてアレクサンドル・ボロディンの『中央アジアの草原にて』（1880年）、ミリイ・バラキレフの『タマーラ』（1882年、レールモントフの詩に基づく）が作曲され、いずれもリストに献呈された。この後のロシアではアレクサンドル・グラズノフの『ステンカ・ラージン』（1885年）、20世紀に入りアナトーリ・リャードフの『バーバ・ヤーガ』や『キキーモラ』（1904年、1909年）などの民族的主題による交響詩が作曲された。

### リヒャルト・シュトラウスの交響詩
ドイツ圏ではリストの直系の作曲家としてヨアヒム・ラフが標題つきのものを含む11曲の交響曲を作曲したが、交響詩は残さなかった。リストの死（1886年）の後、リヒャルト・シュトラウスがニコラウス・レーナウによる『ドン・ファン』（1888年）や、シェイクスピアによる『マクベス』（1890年）、ドイツ民話による『ティル・オイレンシュピーゲルの愉快ないたずら』（1895年）、ニーチェの哲学書による『ツァラトゥストラはこう語った』（1896年）、セルバンテスによる『ドン・キホーテ』（1897年）などを発表し、大規模な管弦楽を用いてリストの交響詩の概念を拡大した。1898年にはシュトラウスの交響詩としては最後の作品であり、従来の文学的な標題から完全に離れた個人的なテーマによる『英雄の生涯』を発表し、以後は「交響詩」から拡大された『家庭交響曲』（1903年）や『アルプス交響曲』（1915年）を作曲する。

### 国民楽派など
交響詩は、形にとらわれない民族主義的な音楽表現の形態として国民楽派の作曲家にも好まれ、自国の事物や伝説などに基づいた重要な作品が作られた（ロシアについては前述）。オーストリア＝ハンガリー帝国に支配されていたチェコ（ボヘミア）では、スメタナが1874年から1879年にかけて連作交響詩『我が祖国』を、1896年にはアメリカから帰国したアントニン・ドヴォルザークがカレル・ヤロミール・エルベンの詩に基づく4曲の交響詩（『水の精』、『真昼の魔女』、『金の紡ぎ車』、『野ばと』）を作曲した。ロシア帝国に支配されていたフィンランドでは、ジャン・シベリウスがフィンランドの叙事詩『カレワラ』による『レンミンカイネン組曲（4つの伝説曲）』（1896年）、『ポホヨラの娘』（1906年）、『タピオラ』（1925年）など、多くの交響詩を作曲した（ギリシャ神話による『大洋の女神』のように民族主義的でないものも含まれる）。イタリアではオットリーノ・レスピーギがローマの歴史や遺跡などをテーマにした『ローマの噴水』（1916年）、『ローマの松』（1924年）、『ローマの祭り』（1928年）の「ローマ三部作」を作曲した。

### 交響詩の終焉と現在
交響詩は後期ロマン派の作曲家に好まれたが、ロマン派の時代が終了した後の近・現代音楽においては、ロマン派的な描写表現が重要でなくなり、交響詩の意味は失われた。
現代では、吹奏楽による交響詩も多く作曲されている。

## 主な作曲家と作品
日本語表記では、「交響詩『○○○』」と書かれることが多い。本項では「交響詩」は除いて記述する。

### 管弦楽編成による交響詩
- リスト - 『人、山の上で聞きしこと』、『タッソー、悲劇と勝利』、『前奏曲』、『オルフェウス』、『プロメテウス』、『マゼッパ』、『祭典の響き』、『英雄の嘆き』、『ハンガリー』、『ハムレット』、『フン族の戦い』、『理想』、『ゆりかごから墓場まで』
- リヒャルト・シュトラウス - 『ドン・ファン』、『マクベス』、『死と変容』、『ティル・オイレンシュピーゲルの愉快ないたずら』、『ツァラトゥストラはかく語りき』、『ドン・キホーテ』、『英雄の生涯』
- ツェムリンスキー - 『人魚姫』
- シェーンベルク - 『ペレアスとメリザンド』
- サン＝サーンス - 『オンファールの糸車』、『ファエトン』、『死の舞踏』、『ヘラクレスの青年時代』
- フランク - 『人、山の上で聞きしこと』、『呪われた狩人』、『プシシェ』、『魔神（ジン）』、『アイオリスの人々』
- ダンディ - 『ヴァレンシュタイン』、交響変奏曲『イシュタル』
- ドビュッシー - 3つの交響的素描『海』
- デュカス - 『魔法使いの弟子』、舞踊詩『ラ・ペリ』
- ボロディン - 『中央アジアの草原にて』
- バラキレフ - 『タマーラ』
- ムソルグスキー - 『禿山の一夜』（リムスキー＝コルサコフの編曲による）
- リャードフ - 『バーバ・ヤガー』、『魔法にかけられた湖』、『キキーモラ』
- グラズノフ - 『ステンカ・ラージン』
- ラフマニノフ - 『死の島』
- ストラヴィンスキー - 『ナイチンゲールの歌』
- ショスタコーヴィチ - 『十月革命』
- スメタナ - 連作交響詩『我が祖国』（全6曲、第2曲『モルダウ』が有名）、『リチャード三世』、『ヴァレンシュタインの陣営』、『ハーコン・ヤール』
- ドヴォルザーク - 『水の精』、『真昼の魔女』、『金の紡ぎ車』、『野ばと』、『英雄の歌』
- シベリウス - 『クレルヴォ』（一般的には交響曲とされるが、シベリウス自身は交響詩とみなしていた）、『伝説（エン・サガ）』、『春の歌』、『レンミンカイネン組曲』（別名『4つの伝説曲』、『トゥオネラの白鳥』など4曲からなる連作交響詩）、『フィンランディア』、『ポヒョラの娘』、『夜の騎行と日の出』、『吟遊詩人』、『ルオンノタル』、『大洋の女神』、『タピオラ』
- レスピーギ - 『ローマの噴水』、『ローマの松』、『ローマの祭』（ローマ三部作と呼ばれる）
- バルトーク - 『コッシュート』
- ディーリアス - 『パリ:大都会の歌』、『春初めてのカッコウの声を聴いて』、『夏の庭で』、『夏の歌』
- エルガー - 交響的習作『フォルスタッフ』、交響的前奏曲『ポローニア』
- バックス - 『ティンタジェル』、『ファンドの庭』、『11月の森』、『松の木が知る物語』
- ホルスト - 『エグドン・ヒース（英語版）』
- ケクラン - 『ジャングル・ブック』、『ル・バンダール＝ログ（おしゃべりな猿たち）』、『燃ゆる茂み』
- ショーソン - 『ヴィヴィアーヌ』、『祭りの夕べ』
- ラヴェル - 舞踊詩『ラ・ヴァルス』
- オネゲル - 『夏の牧歌』
- ファリャ - 交響的印象『スペインの庭の夜』
- グリフス - 『クビライ汗の悦楽宮』
- チャドウィック - 『アフロディーテ』、『タモシャンター』
- コンヴァース - 『神秘のらっぱ吹き』、『大衆車1000万』
- ラッグルズ - 『太陽を踏む者』
- カーペンター - 『海流』
- カルウォーヴィチ - 『寄せては返す波』、『永遠の歌』、『悲しい物語』
- ノヴァーク - 『タトラ山にて』、『永久への憧れ』、『パン』、『トマンと森の精』、『深き淵より』
- ヨセフ・スク - 『プラハ』、『夏物語』、『実り』、『エピローグ』
- 山田耕筰 - 『暗い扉』、『曼陀羅の華』、『神風』

他

### 吹奏楽のための交響詩
吹奏楽編成による交響詩も多くの作曲家によって作られている。
- デ=メイ - 『ネス湖』
- チェザリーニ - 『アルプスの詩』
- ヴァン=デル=ロースト - 『スパルタクス』、『モンタニャールの詩』
- アッペルモント - 『エグモント』
- フェルラン - 『マゼラン』、『光と影』
- ブロッセ - 『エル・ゴルペ・ファタル』、『オスカー・フォー・アムネスティ』
- 真島俊夫 - 『波の見える風景』
- 伊藤康英 - 『ぐるりよざ』
- 大栗裕 - 『神話』（管弦楽版もある）
- 広瀬勇人 - 『森の詩』

他